# 1832 v dopravě
Tento článek obsahuje seznam událostí souvisejících s dopravou, které proběhly roku 1832.

## Události
1. srpna - byl zahájen nákladní i osobní provoz na koněspřežné železnici z Českých Budějovic do Lince, první železniční trati v Čechách.